# Высокополье (Донецкая область)
Высокопо́лье (укр. Високопілля) — село в Александровской поселковой общине Краматорского района Донецкой области Украины.

## Общие сведения
Население по переписи 2001 года составляло 461 человек. Телефонный код — 6269.

## История
Решением Сталинского облисполкома № 199 от 30.05.1958 г. село Беззаботовка Вторая переименовано в Высокополье.